# Emil Julius Epple

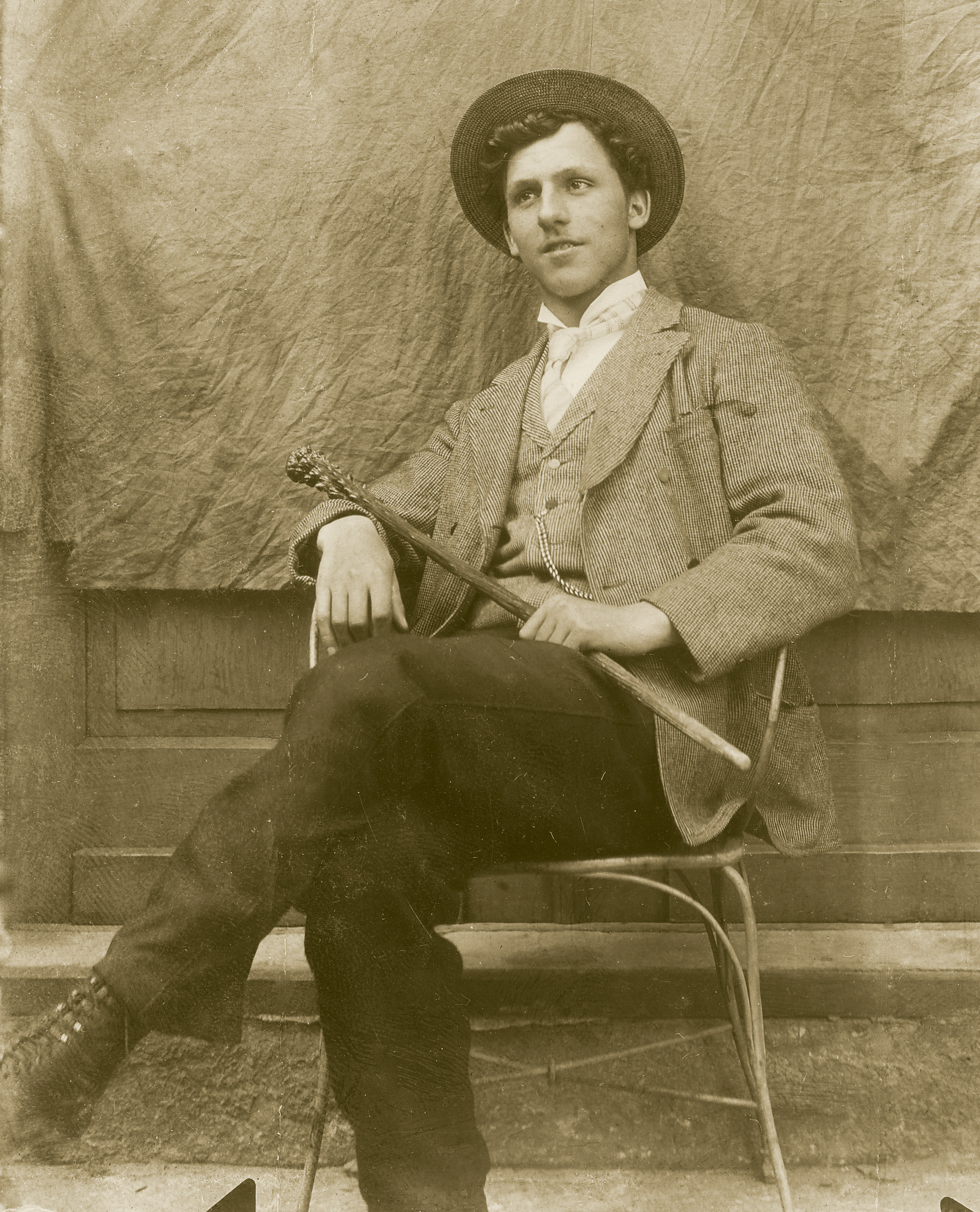
Selbstporträt Emil Epple, 1893

Emil Julius Epple (* 6. März 1877 in Stuttgart; † 25. Februar 1948 in Den Haag) war ein deutsch-niederländischer Bildhauer, der hauptsächlich in Italien und Süddeutschland tätig war. 1937 ließ er sich in den Niederlanden nieder und nahm die niederländische Staatsbürgerschaft an.

## Biographie

### Jugend
Emil Epple wurde in Stuttgart geboren und wuchs in einer traditionellen evangelischen Lehrerfamilie auf. Angeblich waren die Epple ursprüngliche oder gebürtige Schweizer.

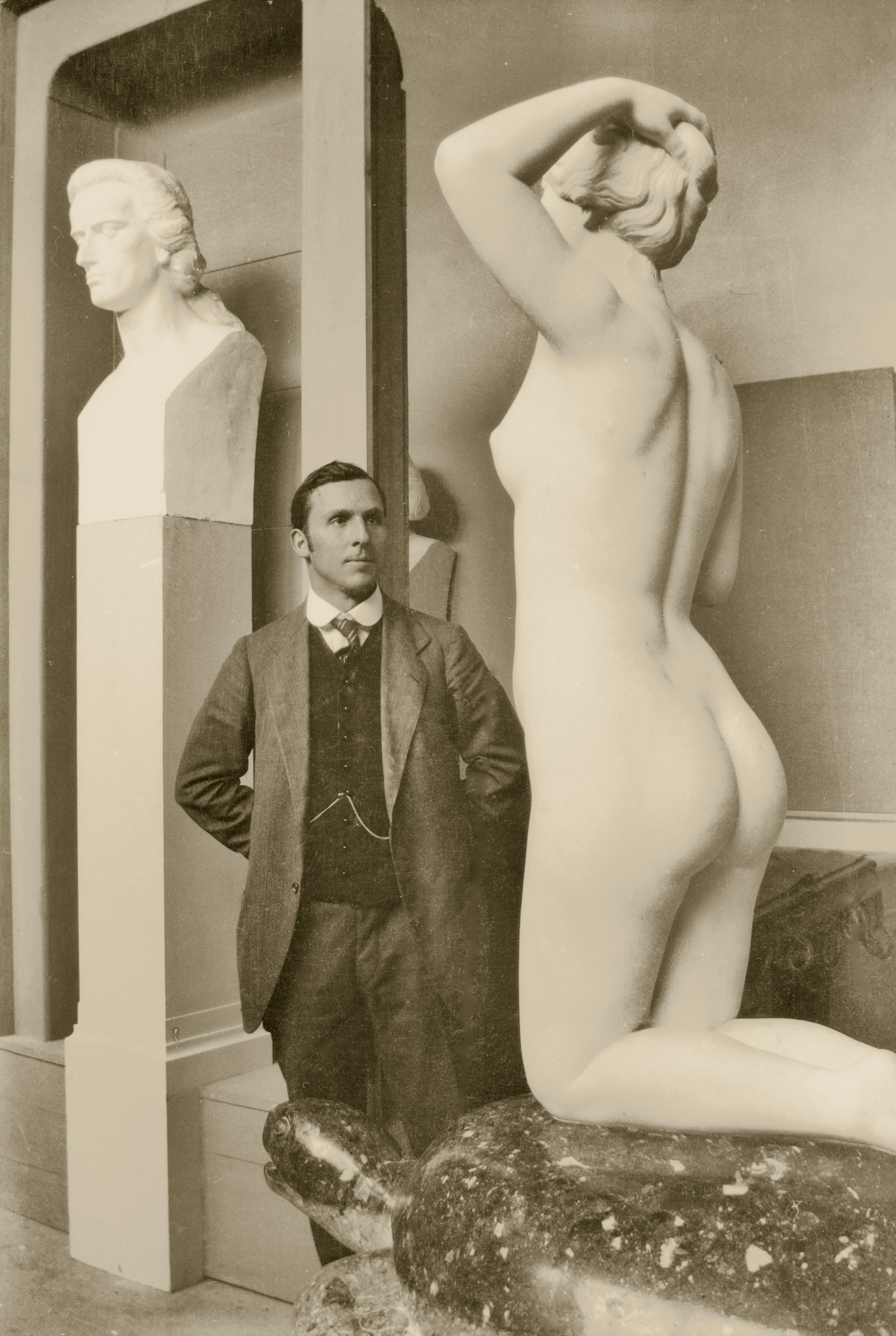
Epple mit Schiller und Anadyomene (1912)

### Ausbildung und Karriere
Epple besuchte das Gymnasium und anschließend die Stuttgarter Kunstschule. Dort studierte er einige Jahre bei Adolf von Donndorf, bevor er ab April 1896 nach München wechselte, wo er an der Akademie der Bildenden Künste von Wilhelm von Rümann unterrichtet wurde.
Nach einem kurzen Aufenthalt in Stuttgart und Berlin suchte Epple in London nach Inspiration. Im Britischen Museum untersuchte er sorgfältig die Elgin-Marmorskulpturen, eine Sammlung klassischer griechischer Marmorskulpturen, die unter der Leitung des Architekten und Bildhauers Phidias (ca. 480–430 v. Chr.) entstanden waren.
Emil Epple zog 1899 nach Rom, wo er bis 1907 blieb. In der „Ewigen Stadt“ prägten sowohl die Naturlandschaft Italiens als auch die unzähligen (klassischen) Kunstschätze Epples eigenen Kunstsinn und dessen klassische Vorliebe. Er entwickelte einen höchst persönlichen Stil. Schon im Jahr 1900 hatte Epple seine erste Ausstellung in München.
Nachdem er fast ein Jahrzehnt in Rom gelebt und gearbeitet hatte, zog Epple nach München. In der bayerischen Landeshauptstadt bekam er den Auftrag, sechs übergroße Hermen (Wagner, Shakespeare, Goethe, Schiller, Mozart und Beethoven) für das Königliche Stuttgarter Hoftheater herzustellen. In dieser Zeit schuf er auch zahlreiche Porträts, Gedenkstätten, Reliefs usw. in enger Zusammenarbeit mit anderen Künstlern und Architekten wie Albert Eitel und Eugen Steigleder, was die Villa Gemmingen in Stuttgart zu einem einzigartigen Gesamtkunstwerk machte, das auch heute noch hoch gelobt wird. Viele Arbeiten wurden von erfolgreichen Privatunternehmern, Bankiers oder Fachleuten sowie von staatlichen Institutionen wie der bayerischen Landespolizei in Auftrag gegeben; für die letztere fertigte er eine eindrucksvolle Skulptur zu Ehren der gefallenen Offiziere an.

### Erste Ehe
Am 21. August 1901 heiratete Emil Epple Johanna Groneman, Tochter eines niederländischen Gymnasialdirektors in der nördlichen Stadt Groningen und der bekannten Gesangslehrerin Jacoba Kappeyne van de Coppello. Sie hatte in München und Berlin studiert. Ab 1894 konzertierte sie regelmäßig und erfolgreich als Sopranistin mit ihren beiden Schwestern Frederika und Goswina und ihrer Mutter. Gleichzeitig warb sie in lokalen Zeitungen für sich selbst als Gesangsmeisterin und Konzertsängerin. Die Ehe blieb kinderlos.

### Erster Weltkrieg
Zu Beginn des Ersten Weltkrieges wurde Epple für untauglich zum Dienst in der deutschen Armee erklärt. Im nächsten Jahr meldete er sich jedoch freiwillig zum Militärdienst und wurde bald darauf als Kanonier im Königlich Bayerischen 7. Feldartillerie-Regiment „Prinzregent Luitpold“ an die Westfront geschickt. Er kämpfte danach an der deutsch-französischen Front von Verdun bis zur Somme.
Emil Epple kehrte 1918 aus dem Ersten Weltkrieg zurück; er war ein gebrochener und benommener Mann („vollkommen verblödet“, in seinen eigenen Worten). Als nun entlassener Offizier blieb er mehr als ein Jahr lang an beiden Armen gelähmt, was es ihm unmöglich machte, Marmor oder andere Steine mit seinen Meißeln zu bearbeiten. In jenem Jahr arbeitete er hauptsächlich mit Wachs als Grundlage für Bronzegussfiguren. Schließlich erholte er sich und wurde in den Zwanzigerjahren wieder extrem produktiv.
1919 trennten sich Johanna und er. Johanna kehrte in die Niederlande zurück und arbeitete teilweise als Übersetzerin von deutschen Kinderbüchern, u. a. Die Biene Maya und ihre Abenteuer (1920) des deutschen Bestsellerautors und Antisemiten Waldemar Bonsels. Anfang der Dreißigerjahre sympathisierte sie angeblich mit der nationalsozialistischen Ideologie und lebte kurzzeitig in Holland, der Schweiz und Österreich.
Am 17. Mai 1921 heiratete Emil Epple Hendrika de Witt Huberts im niederländischen Zandvoort. Ein Jahr später wurde eine Tochter, Eleonora, geboren.

### Die Zwischenkriegszeit
1921 war Epple zurück in den Niederlanden, wo die finanziellen Bedingungen für Künstler wesentlich günstiger waren als im anarchischen, inflationsgeschwächten Nachkriegsdeutschland.
Eine Ausstellung zeitgenössischer deutscher Kunst wurde im Amsterdamer Stedelijk Museum, dem renommiertesten Museum für zeitgenössische Kunst in den Niederlanden, von De Onafhankelijken (Den Unabhängigen) organisiert. Diese Künstlergruppe lehnte sich an die Pariser Les Indépendants an, die Ausstellungen außerhalb der etablierten Kunstinstitutionen veranstalten wollten. Neben deutschen Expressionisten wie Max Pechstein, Alexej von Jawlensky und Erich Heckel beteiligte sich Epple mit Zeichnungen, Gemälden und Skulpturen an der Ausstellung im Stedelijk Museum.
Am 6. Februar 1921 wurde dort seine Marmorbüste des niederländischen Senators Jacobus Kappeyne van de Capello, des Onkels seiner ehemaligen Frau, enthüllt; sie ist heute im Saal des niederländischen Parlaments in Den Haag ausgestellt. Nach Adolf Hitlers Machtergreifung am 30. Januar 1933 und der darauffolgenden Aufhebung der Bürgerrechte, der Zunahme paramilitärischer Gewalt, den Ermächtigungsgesetzen (die Hitlers Regierung in eine Diktatur verwandelten) und den Nürnberger Rassengesetzen von 1935, ließ sich Emil mit seiner Familie in den Niederlanden nieder.
Im Juli 1936 konnte er noch einen Artikel in der beliebten deutschen Kunstzeitschrift Die Kunst für Alle publizieren, in dem er noch einmal erläuterte, wie er als Bildhauer mit seinen Stemmeisen und seiner Tupftechnik „das im Stein schlafende Bild aufweckte“. Sein Essay wurde mit vier Bildern illustriert, die verschiedene Stationen seiner Arbeit an der Skulptur „Deutsche Mutter“ zeigen.
In Nazi-Deutschland hatte sich Epple geweigert, Mitglied der NSDAP und der Reichskulturkammer zu werden, einer von den Nazis geführten Berufsorganisation, die von allen deutschen Kulturschaffenden verlangte, sich als Mitglied einzutragen und die nationalsozialistische Ideologie in ihrer Arbeit zu propagieren. Seine Verweigerung bedeutete, dass ihm keine Regierungsaufträge mehr erteilt wurden und seine Arbeit auch im Nachhinein immer mehr als undeutsch, ja sogar als „Entartete Kunst“ galt. Ein weiterer Grund für Epple, Deutschland zu verlassen und sich für ein Leben in den Niederlanden zu entscheiden, war seine Abneigung dagegen, seine einzige Tochter in einem unausweichlichen sozialen Umfeld, das von nationalsozialistischen Organisationen wie Hitler-Jugend und Bund deutscher Mädel beherrscht wurde, aufwachsen zu sehen.
Im Jahre 1937 beantragte er die niederländische Staatsbürgerschaft. Im selben Jahr verließ Emil Epple, ein kranker und desillusionierter Mann, Deutschland für immer und ließ viele (unfertige) Werke und Wertsachen zurück, darunter auch seine Villa in München.

### Letzte Lebensjahre
Während des Zweiten Weltkrieges machten die besetzenden Nazis die Villa Zandvoort von Epples Schwiegereltern dem Erdboden gleich, um Platz für Atlantikwall-Bunker und Flak zu schaffen. Emil Epple und seine Familie zogen nach Den Haag. Nach dem Krieg wurden die Epples für diesen Verlust entschädigt und durften eine neue Villa errichten, diesmal im Limburger Dorf Geulle im Süden der Niederlande. Sie nannten sie „Beeldenhof“ (Bildergarten). Leider konnte Emil die Vollendung des Baus nicht mehr miterleben. Er verstarb am 25. Februar 1948 in Den Haag. Eine Zeichnung und eine Totenmaske wurden von seinem Freund Chris de Moor angefertigt.

## Schaffen und Stil
Emil Epple war alles andere als ein unkritischer Epigone der berühmten Bildhauer seiner Zeit wie Auguste Rodin und Adolf von Hildebrand oder später der französische Bildhauer Aristide Maillol, der die deutsche Bildhauerei in der ersten Hälfte des 20. Jahrhunderts stark beeinflussen würde. Bald gelang es ihm, aus ihrem Schatten herauszutreten und seine eigene Ausdrucksform zu finden. Er entwickelte einen sehr persönlichen Stil, den viele Kunstkritiker und Kunstliebhaber schnell zu schätzen wussten.

## Perioden
Epples Werk lässt sich in drei Perioden einteilen:
1. Italienische Periode (Rom, um 1898 bis 1908)
2. Deutsche Periode (München, um 1909 bis 1935)
3. Niederländische Periode (Den Haag, um 1935 bis 1948)[7]

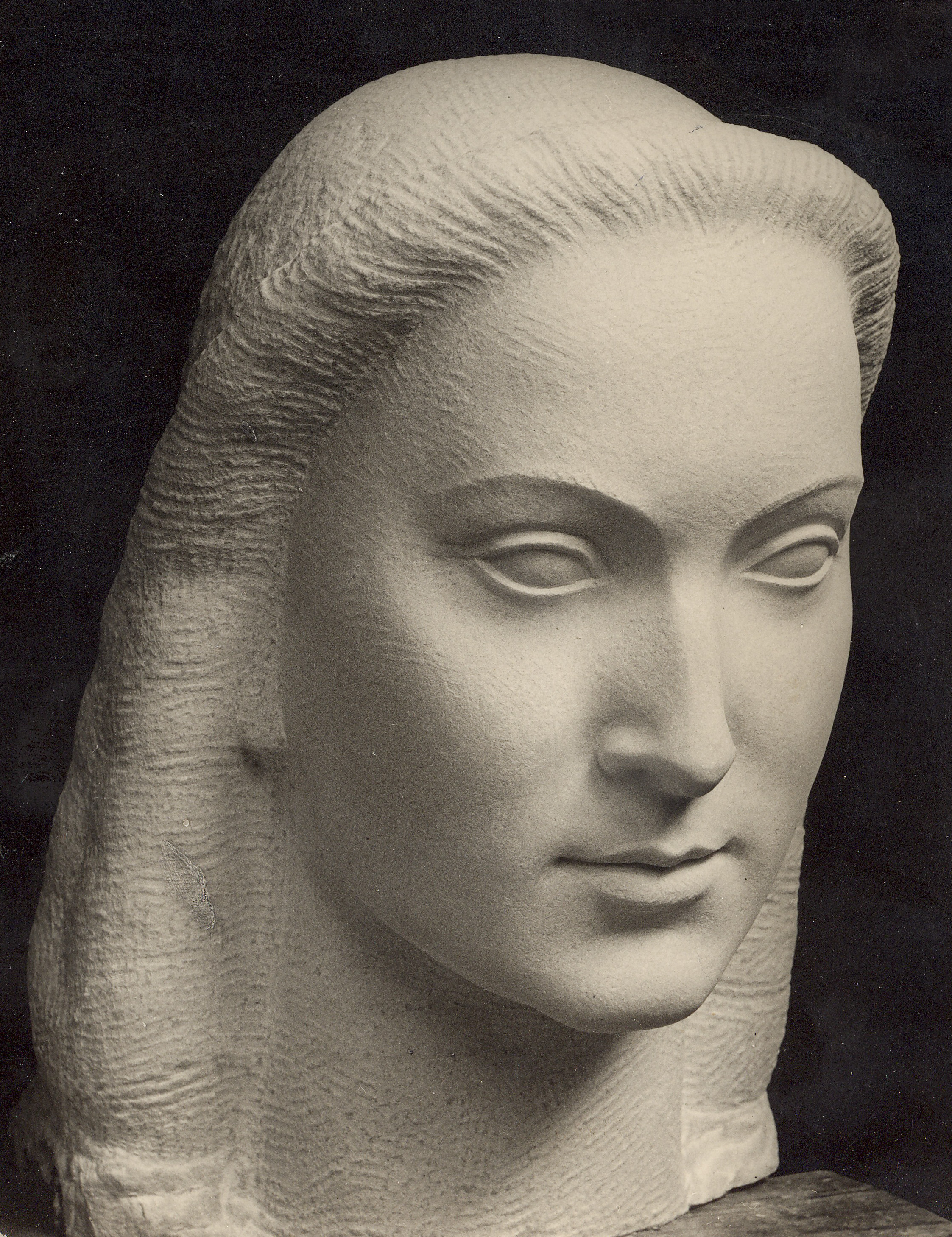
Deutsche Mutter, 1935

## Technik und Verfahren
Emil Epple wurde bekannt für seine „Direct Carving“-Technik (französisch „en taille directe“). In diesem Modus Operandi arbeiten Bildhauer mit Hammer und Meißel, die in direkten Kontakt mit einem Steinblock kommen und dem Bildhauer einen engen und intimen Kontakt mit dem Material erlauben. Der Künstler wird sich lediglich eine grobe Skizze auf Papier, ein Foto- oder Tonmodell ansehen, führt aber wenige Messungen durch und verwendet auch kein sorgfältig ausgearbeitetes Vormodell. Allmählich kommt die Skulptur aus dem Stein hervor. Obwohl diese Technik die Spontaneität des Schaffensprozesses definitiv fördert, riskiert der Bildhauer auch fatale Fehler. Andere Bildhauer, außer Epple, die mit dieser Technik berühmt wurden, waren z. B. Constantin Brâncuși, Barbara Hepworth und Henry Moore.

## Auszeichnungen
- 1912 erhielt Epple von König Wilhelm II. von Württemberg für seine sechs Hermen im Stuttgarter Hoftheater den Württembergischen Ritterorden Erster Klasse für Kunst und Wissenschaft.
- Eisernes Kreuz, 1918.
- Professor honoris causa, Reichsakademie München, 1928.

## Ausstellungen

### Eine Ausstellungsauswahl in Deutschland
1. 1900, erste Ausstellung im Glaspalast, München
2. 1907, Galerie Schulte, Berlin
3. 1923, Galerie Paulus, München
4. 1926, Galerie Thannhauser, München

### Eine Ausstellungsauswahl in den Niederlanden
1. 1921, Ausstellung „De Onafhankelijken“ im Stedelijk Museum Amsterdam
2. 1947, Ausstellung im Amsterdamer Vondelpark anlässlich Epples 70. Geburtstages

## Neubewertung
Das Skulptureninstitut des Museums Beelden aan Zee publiziert die jährlich erscheinende Zeitschrift Sculptuur Studies (Skulpturenforschung) mit Essays über moderne und zeitgenössische Skulpturen. Marjet van de Weerd veröffentlichte 2017 einen Artikel in Sculptuur Studies (auf Niederländisch) über Emil Epple und 2018 das Buch Love and Art. Darin beschreibt sie Epples Leben vor dem kulturell-künstlerischen und politisch-gesellschaftlichen  Hintergrund seiner Zeit. Der Buchtitel nimmt Bezug auf sein Lebensmotto Amor et Ars regnant (Es herrschen Liebe und Kunst).